# Mistrovství světa v judu 1965
IV. mistrovství světa v judu se konalo v Ginásio Gilberto Cardoso in Riu de Janeiro, Brazílie.

## Program
- ČTV - 14.10.1965 - těžká váha (+80 kg)
- PÁT - 15.10.1965 - střední váha (−80 kg)
- SOB - 16.10.1965 - lehká váha (−68 kg)
- NED - 17.10.1965 - bez rozdílu vah

## Výsledky
| Kategorie | Zlato                 | Stříbro               | Bronz             | Bronz                  |
| --------- | --------------------- | --------------------- | ----------------- | ---------------------- |
| −68 kg    | Hirofumi Macuda (JPN) | Hiroši Minatoja (JPN) | Pak Kil-sun (KOR) | Oleg Stěpanov (URS)RUS |
| −80 kg    | Isao Okano (JPN)      | Keniči Jamanaka (JPN) | Kim Ui-te (KOR)   | Jim Bregman (USA)      |
| +80 kg    | Anton Geesink (NED)   | Micuo Macunaga (JPN)  | Doug Rogers (CAN) | Seidži Sakaguči (JPN)  |